# Ceratozetes enodis
Ceratozetes enodis är en kvalsterart som först beskrevs av Ewing 1909.  Ceratozetes enodis ingår i släktet Ceratozetes och familjen Ceratozetidae. Inga underarter finns listade i Catalogue of Life.